# Emily Faithfull
Emily Faithfull (27 de mayo de 1835 – 1895) era una activista inglesa de los derechos de las mujeres, y editora.

## Biografía
Emily Faithfull nació el 27 de mayo de 1835 en Headley Rectory, Surrey. Ella era la hija más joven del Reverendo Ferdinand Faithfull y Elizabeth Mary Harrison. Faithfull asistió a la escuela en Kensington y se presentó en la corte en 1857.
Faithfull se unió al Langham Place Circle, compuesto por otras mujeres de ideas afines como Barbara Leigh Smith Bodichon, Bessie Rayner Parkes, Jessie Boucherett, Emily Davies y Helen Blackburn. Langham Place Circle abogó por una reforma legal en el estatus de las mujeres (incluido el sufragio), el empleo de las mujeres y mejores oportunidades educativas para las niñas y las mujeres. Aunque Faithfull se identificó con los tres aspectos de los objetivos del grupo, sus principales áreas de interés se centraron en promover las oportunidades de empleo para las mujeres. Fue responsable de formar la Sociedad para la Promoción del Empleo de las Mujeres en 1859.
En 1864, Faithfull se implicó en un caso de divorcio, el del almirante Henry Codrington y su esposa Helen Jane Smith Codrington (1828–1876). Codrington fue acusado de intentar violar a Faithfull; sin embargo, a medida que se desarrollaba el caso, estos cargos se retiraron más tarde y Faithfull se negó a brindar testimonio. También se sugirió que Faithfull y Helen eran amantes. Como resultado de la participación limitada de Faithfull y la asociación con el caso, su reputación sufrió y fue rechazada por el Grupo Langham Place. Después de esta asociación con el caso, Faithfull se propuso destruir todos sus documentos privados, en particular las cartas escritas hacia y desde su familia, dejando poco más que sus publicaciones profesionales y algunas cartas y recortes apreciados.
Entre sus amigos contó con Richard Peacock, uno de los fundadores de Beyer Peacock Locomotive Company, a quien dedicó la edición de Edimburgo de su libro Three Visits To America con las palabras a mi "amigo Richard Peacock Esq de Gorton Hall" en 1882. También fue testigo del matrimonio de Jane Peacock, la hija de Peacock, con William Taylor Birchenough, el hijo de John Birchenough, otro fabricante citado en Three Visits To America por su trato de empleadas en su fábrica de seda en Macclesfield, en Brookfield Unitarian Church, que Richard Peacock construyó en Gorton.
En 1888, Faithfull recibió una pensión civil de £ 50. Murió en Manchester.
Ella es la protagonista de la novela de Emma Donoghue de 2008, The Sealed Letter, que trata del caso de divorcio de Codrington en 1864.

## Victoria Press y Victoria Magazine

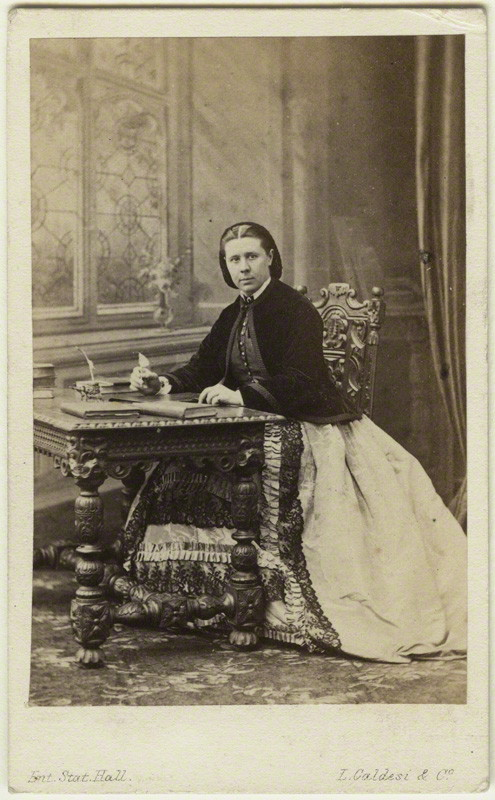
Emily Faithfull, ca. @1860s por Leonida Caldesi (1822@–1891), albumen carte-de-visite, @1860s, NPG x46997

Con el objeto de ampliar su esfera de trabajo, que entonces era muy limitada, en 1860 abrió en Londres una imprenta para mujeres, The Victoria Press. Desde 1860 hasta 1866, Victoria Press publicó el feminista English Woman's Journal. Tanto Faithfull como su Victoria Press pronto obtuvieron una reputación por su excelente trabajo, y Faithfull fue poco después nombrada imprenta y editora ordinaria para la Reina Victoria.
En 1863, comenzó la publicación de una revista mensual, Victoria Magazine, en la que durante 18 años defendió de manera continua y ferviente los derechos de las mujeres a un empleo remunerado.

## Activismo
En enero de 1864 publicó el primer informe anual de la Ladies' London Emancipation Society y luego publicó otras obras en nombre de esta sociedad. En 1868 publicó una novela, Change upon Change (Cambio sobre el cambio). Fue, además, profesora y, con el objeto de promover los intereses de las mujeres, dio conferencias en forma amplia y exitosa tanto en Inglaterra como en Estados Unidos, que visitó en 1872 y 1882.
Fue miembro de la Society for Promoting the Employment of Women (SPEW), Sociedad para la Promoción del Empleo de las Mujeres. Ella consideraba que el trabajo de la compositora (un comercio comparativamente lucrativo de la época) era un posible modo de empleo para que las mujeres lo persiguieran. Esto molestó a la London Printer's Union, que estaba dominada por los hombres y afirmaba que las mujeres carecían de la inteligencia y la habilidad física para ser compositores.
Los archivos de Emily Faithfull están en la biblioteca de Las Mujeres en la Biblioteca de la Escuela de Londres de Economía, ref 7EFA (enlace roto disponible en Internet Archive; véase el historial, la primera versión y la última)..